# エンリキージョ湖
エンリキージョ湖（エンリキージョこ、スペイン語: Lago Enriquillo, 英語: Lake Enriquillo）は、ドミニカ共和国にある湖。ドミニカ共和国最大の湖であり、塩湖である。湖面標高は-45mであり、大陸以外の地域、またカリブ海地域の最低標高地点である。

## 地理

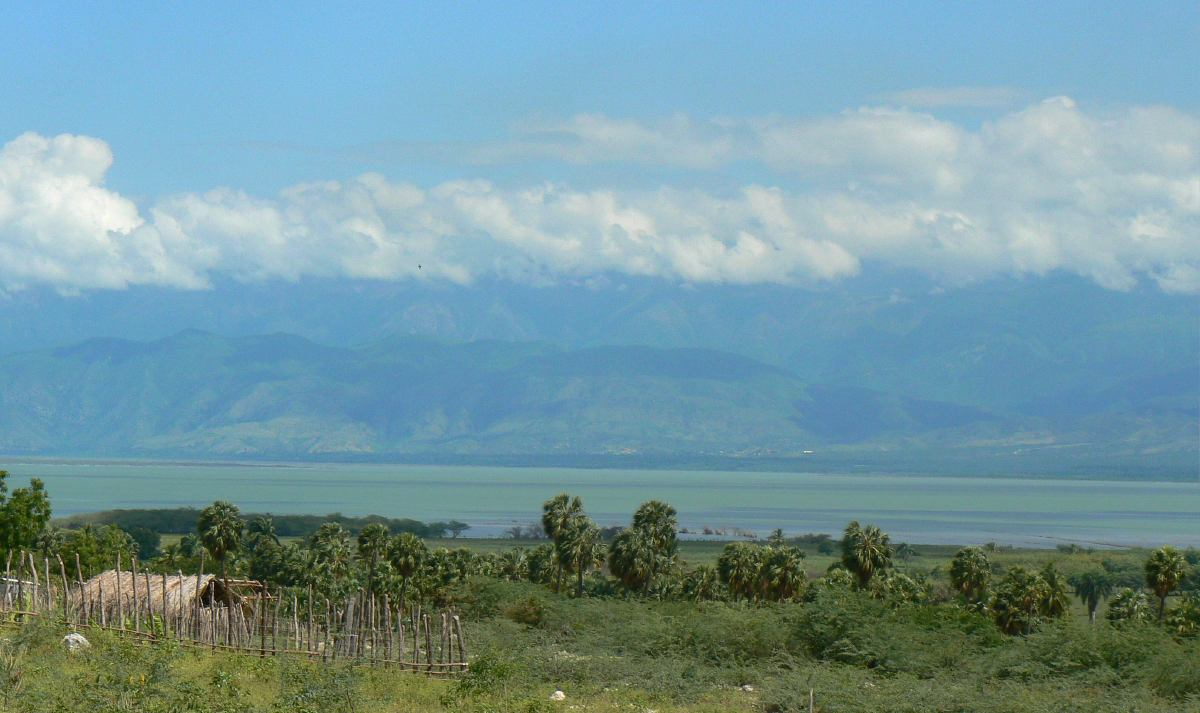
ネイバ山脈を見渡せる湖の南岸（ドミニカ共和国・インデペンデンシア州）

イスパニョーラ島の南部にある。西に79mil（約127km）の位置にはハイチの首都ポルトープランスが、東岸にはドミニカ共和国のネイバがある。ワニが生息できる世界でも数少ない塩湖である。湖はエンリキージョ・プランテインガーデン断層によって形成された地溝帯に位置しており、この断層は2010年ハイチ地震を引き起こした。行政区域としてはバオルコ州とインデペンデンシア州の州境にある。湖の名称は、16世紀初頭にスペイン人征服者に反旗を翻したタイノ族の首長エンリキージョに由来している。
かつてこの地域は大西洋にある海峡だったが、約1万年前に水位が低下し、ヤケ・デル・スール川の堆積物が海峡に堆積して海峡が消滅したことで地溝が形成された。湖の幅は9-12mil（15-20km）である。地溝はハイチではキュル＝ド＝サック低地（Plaine du Cul-de-Sac）と、ドミニカ共和国ではエンリキージョの穴（Hoya de Enriquillo）として知られており、地溝の一部分は海面下にあって巨大な塩湖で覆われている。湖の表面積は375km2（145mil2）であり、湖面標高は-45m（-148ft）でカリブ海地域の最低標高地点である。
湖の集水域には10の小河川が流れている。北側のネイバ山脈方向から流れる川の流れは絶えることがないが、南側のバオルコ山脈方向からの川の流れは季節によって途切れることがある。エンリキージョ湖から流れ出る川はない。湖の水位は嵐の発生による降水や高い蒸発率などが組み合わさり、時期によって異なる。塩分濃度は33pptから100ppt以上までの間で変動する。この地域では地震はありふれている。地溝にはソマートル池という別の巨大な塩湖もあり、ソマートル池は全域が国境を越えてハイチにある。湖にはカブリートス島というひとつの島があり、ワニとフラミンゴが生息することで有名である。乾季に水位が低下すると、島はたいてい砂州で本土とつながる。バルバリータ島、イスリータ島という2つの島もあったが、2011年12月の洪水で消失した。一帯は暑く、降水量は年平均約24in（約610mm）の半乾燥気候である。サボテンのような乾燥地で繁栄する植物を見つけることができる。
エンリキージョ湖一帯はカッショクペリカン、アメリカマナティーなどの生息地であり、周囲には沼地や湿潤草地がある。2017年に西側にあるハイチ南東部のラ・セル山、南部のバオルコ山脈、バラオーナ半島の海沿いにあるハラグア国立公園および沖合のベアータ島を含む一帯と共にユネスコの生物圏保護区に指定された。また、2002年にエンリキージョ湖はラムサール条約登録地となった。
湖の周辺には先コロンブス期のタイノ族の象形文字またはペトログリフが描かれた洞窟があり、特に北岸のラス・カリタス遺跡には多くの観光客が訪れる。

## 湖面積の増大
2000年代後半以降、湖の表面積は劇的に増大している。2004年の記録では164km2だったが、2011年の測定では350 km2となった。湖面の上昇は湖に接する町に住む住民数百人に影響を与えている。かつては耕作に適した土壌の質に湖の塩分が損害を与え、仮に水位が低下した場合でも、広大な農地が耕作できなくなるとされる。湖面積増大の理由が議論されているが、近年のこの地域の降水量が増加したことや、湖底の上昇につながる堆積物が森林伐採によって増加したこと、湖面からの蒸発速度を低減している温和な気候など、いくつかの理由が組み合わさった結果だとされている。